# Run Run Run Run Run
Run Run Run Run Run is een nummer van de Belgische rockband School is Cool uit 2017. Het is de tweede single van hun derde studioalbum Good News.
"Run Run Run Run Run" is geïnspireerd uit Arcade Fire. Na Trophy Wall leverde "Run Run Run Run Run" School is Cool wederom een klein hitje op in België. Het nummer bereikte een 9e positie in de Vlaamse Tipparade.